# Daniel Isn't Real
Daniel Isn't Real és una pel·lícula estatunidenca de terror psicològic del 2019 dirigida per Adam Egypt Mortimer, a partir d'un guió de Mortimer i Brian DeLeeuw, basada en la novel·la In This Way I Was Saved de DeLeeuw. És protagonitzada per Miles Robbins, Patrick Schwarzenegger, Sasha Lane, Mary Stuart Masterson, Hannah Marks, Chukwudi Iwuji i Peter McRobbie.
Daniel Isn't Real es va estrenar al South by Southwest el 9 de març de 2019. Va ser estrenada el 6 de desembre de 2019 per Samuel Goldwyn Films en sales seleccionades i digitalment.

## Argument
Quan era nen, Luke va ser testimoni de les conseqüències d'un tiroteig massiu en una cafeteria del barri. Entre els espectadors de l'escena coneix un altre noi: Daniel, que el convida a jugar i ràpidament es converteix en el seu amic. Encara que altres no poden veure en Daniel, en Luke sembla físicament real. Els nois es converteixen en companys de jocs.
La seva amistat arriba a la seva fi quan en Daniel enganya en Luke perquè li barregi una ampolla sencera de la medicació psiquiàtrica de la Claire en un batut, enverinant-la. La Claire fa que Luke enviï Daniel a tancar-lo simbòlicament a l'antiga casa de nines de la seva mare.
Anys més tard, Luke, d'edat universitària, lluita amb la seva vida social i la seva responsabilitat envers la seva mare, que fa front a una malaltia mental. Li confia al seu terapeuta, el doctor Cornelius Braun, que té por que finalment esdevingui com ella. Una nit, mentre dorm a la casa de la seva infància, Luke obre la casa de nines.
Daniel reapareix d'adult. Ajuda a Luke a frustrar un intent de suïcidi de Claire, a tenir èxit a l'escola i a començar un romanç amb una artista anomenada Cassie. Tanmateix, comença a mostrar un comportament agressiu i irat quan Luke no l'obeeix. Quan Luke no té relacions sexuals amb una estudiant de psicologia anomenada Sophie en una cita, Daniel s'apodera del seu cos i té sexe amb Sophie; després, s'enfada i ataca el company de pis d'en Luke. Luke comença a qüestionar el seu seny, creient que pot tenir esquizofrènia. Intenta expulsar a Daniel de tornada a la casa de nines, però no ho aconsegueix.
Luke es torna cada cop més inestable, convençut que Daniel s'apodera del seu cos mentre dorm. Visita el pare de John Thigpen, el tirador el crim de quan va començar la pel·lícula, i descobreix que John també tenia un amic invisible anomenat Daniel. Luke s'adona que Daniel és una entitat sobrenatural.
Luke demana ajuda al Dr. Braun, que fa una trucada a casa tarda. Daniel s'apareix al doctor Braun i li revela la seva veritable naturalesa. S'apodera del cos d'en Luke i desterra la consciència d'en Luke a la casa de nines. Daniel mata Braun i decideix que el seu proper objectiu serà Cassie.
Cassie deixa entrar Daniel quan va al seu apartament. La Cassie s'adona que alguna cosa no va bé, s'enfronta a Daniel i és perseguida fins al terrat. Cassie demana a Luke que torni a la realitat; escoltant-la des de dins de la casa de nines, convoca la voluntat d'escapar.
En un enfrontament final amb Luke, Daniel afirma que ha ajudat la gent durant segles, però cap d'ells s'ha merescut la seva ajuda. Luke s'adona que la supervivència de Daniel depèn de que Luke estigui viu; es mata saltant des del terrat.
Daniel, envoltat de foscor, torna a la seva autèntica forma monstruosa.

## Repartiment
- Miles Robbins com a Luke
  - Griffin Robert Faulkner com el jove Luke
- Patrick Schwarzenegger com a Daniel
  - Nathan Reid com el jove Daniel
- Sasha Lane com a Cassie
- Mary Stuart Masterson com a Claire
- Hannah Marks com a Sophie
- Chukwudi Iwuji com a Braun
- Peter McRobbie com Percy Thigpen

## Producció
El juliol de 2018, es va anunciar que Miles Robbins, Patrick Schwarzenegger, Sasha Lane i Hannah Marks es van unir al repartiment de la pel·lícula, amb Adam Egypt Mortimer dirigint a partir d'un guió que va coescriure amb Brian DeLeeuw, basat en una novel·la de DeLeeuw. Elijah Wood, Daniel Noah, Josh C. Waller i Lisa Whalen produirien la pel·lícula, mentre que Timur Bekbosunov, Johnny Chang, Emma Lee, Peter Wong i Stacy Jorgensen seran productors executius, sota la bandera de SpectreVision i  ACE Pictures, respectivament.
La fotografia principal va començar el juliol de 2018, a la ciutat de Nova York.

## Estrena
Es va estrenar a South by Southwest el 9 de març de 2019. En breu després, Samuel Goldwyn Films va adquirir els drets de distribució de la pel·lícula. Va ser llançada el 6 de desembre de 2019.

### Resposta crítica
Al lloc web de l'agregador de ressenyes Rotten Tomatoes, Daniel Isn't Real té una puntuació d'aprovació del 84 % basada en 82 ressenyes, amb una mitjana de 7.2/10. El consens crític diu "Daniel Isn't Real, però la diversió intel·ligent i elegant que espera els amants del gènere en aquest thriller de suspens ben interpretat és completament genuïna." A Metacritic, la pel·lícula té una puntuació mitjana de 61 sobre de 100 basats en 11 ressenyes crítiques, que indiquen "crítiques generalment favorables".
Per a Variety, Dennis Harvey a qualificar la pel·lícula de "primer ordre en tots els departaments" i un "thriller de terror psicològic dissenyat amb estil". Katie Rife de The A.V. Club va escriure que la pel·lícula és "una visió elegant i emocionant de la intersecció de la malaltia mental i la inspiració creativa que també es duplica com a comentari sobre la masculinitat tòxica" i va concedir a la pel·lícula una B.Frank Scheck de The Hollywood Reporter va dir: "La pel·lícula és més eficaç quan manté l'espectador fora d'equilibri quant a si el personatge del títol és només un producte de la possible malaltia mental de Luke o una força malèvola real de la varietat demoníaca qui busca cada cop més control del comportament de Luke".

### Taquilla
El 8 de maig de 2024, Daniel Isn't Real va recaptar 75.407 dòlars als Emirats Àrabs Units, el Regne Unit, Colòmbia, Nova Zelanda i Corea del Sud.

## Seqüeles
El desembre de 2020, mentre parlava a Bloody Disgusting, Mortimer va confirmar una "Vortex Trilogy" formada per Daniel Isn't Real,  Archenemy, i una tercera pel·lícula planificada, dient "marca les meves paraules, farem una tercera pel·lícula de la Trilogia Vortex que farà que Daniel torni i obligarà a Max, en alguns forma, a fer-hi front. Una crisi en vòrtexs infinits que uneixen tants personatges d'ambdues històries com podem encaixar per a un veritable híbrid d'horror còsmic/acció còsmica!"